# Linia kolejowa Nowosokolniki – Posiń
Linia kolejowa Nowosokolniki – Posiń – linia kolejowa w Rosji łącząca stację Nowosokolniki z mijanką Posiń i z granicą państwową z Łotwą. Zarządzana jest przez region petersbursko-witebski Kolei Październikowej (część Kolei Rosyjskich). Fragment linii Moskwa - Siebież - Ryga.
Linia położona jest w obwodzie pskowskim. Na całej długości jest niezelektryfikowana i jednotorowa.

## Historia
Linia została zbudowana na przełomie XIX i XX w. jako część kolei moskiewsko-windawskiej. Otwarcie dla ruchu miało miejsce 11 września?/24 września 1901. W okresie międzywojennym linia na odcinku Nowosokolniki - Siebież była dwutorowa.
Początkowo leżała w Imperium Rosyjskim, następnie w Związku Sowieckim. Od 1991 położona jest w Rosji.

## Bibliografia

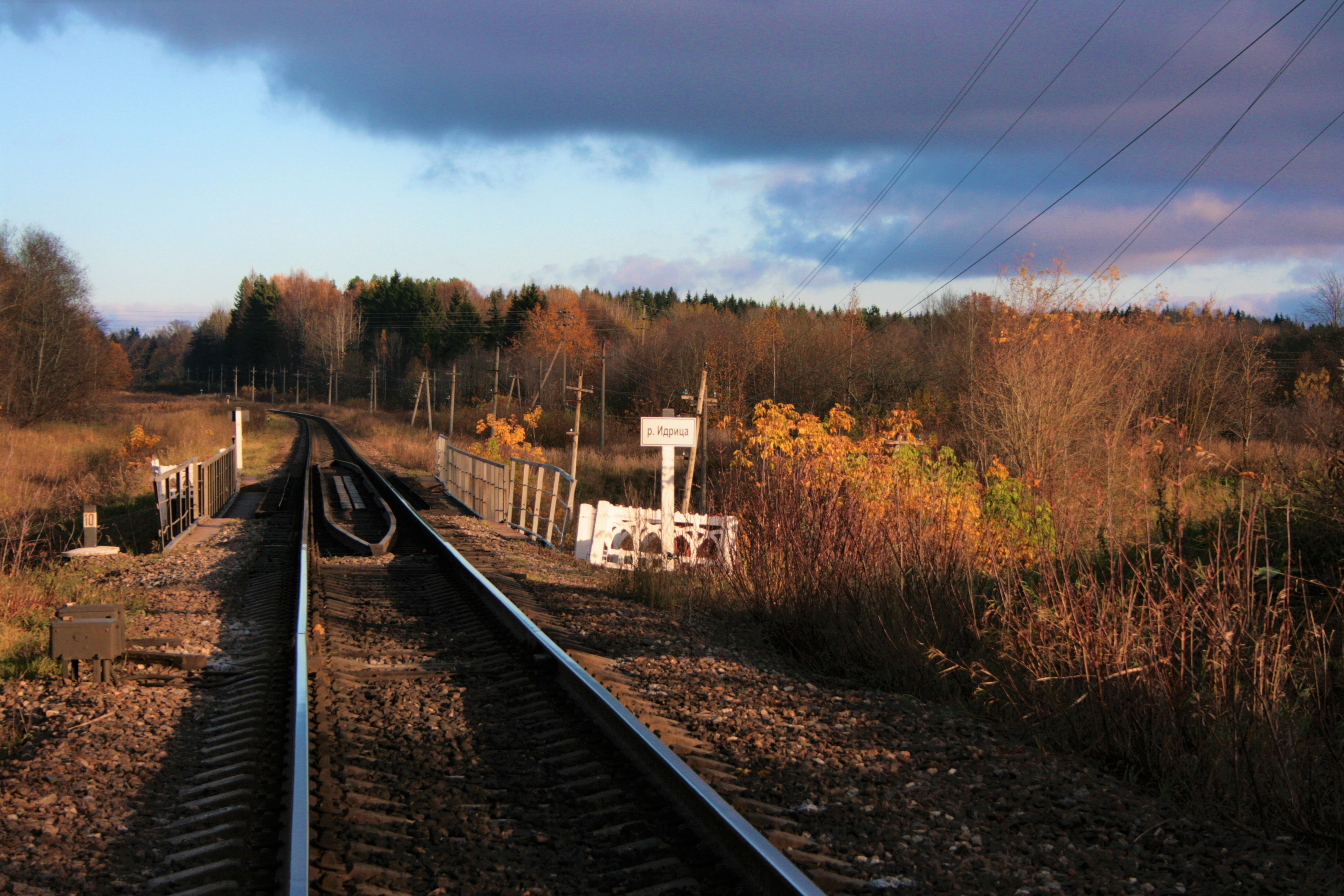
Most nad rzeką Idricą